# Grande mosquée de Mahdia
La grande mosquée de Mahdia (arabe : الجامع الكبير في المهدية) est une mosquée tunisienne située à Mahdia.
Située dans la partie sud de la péninsule sur laquelle se trouve la médina, la mosquée est construite en 916 (303-304 du calendrier musulman), après la fondation de la ville, à l'intérieur des murailles califales, sur une plate-forme artificielle « gagnée sur la mer » comme le mentionne le géographe andalou Al-Bakri (XIe siècle), à l'instar d'autres bâtiments situés à proximité et disparus depuis.

## Histoire
Lorsque le premier imam fatimide, Ubayd Allah al-Mahdi, fonde Mahdia en 909, il choisit de construire la mosquée dans une zone de la ville fortifiée à proximité de la résidence califale.
L'apparence fortifiée du monument souffre encore de l'esprit de pionnier qui accompagne le développement de l'architecture religieuse en Ifriqiya dans les premiers siècles de la conquête arabe. D'ailleurs, Mahdia est conçue par son fondateur comme une cité refuge, comme l'illustre le siège engendré par l'hostilité croissante de la population sunnite face à l'imposition du chiisme par les Fatimides. Cependant, les deux importantes tours d'angle de la mosquée ne sont pas conçues pour la défense du complexe, mais comme un réservoir pour la collecte des eaux pluviales. Il est probable que, pour un temps au moins, elles ont été alimentées par la conduite d'eau qui desservait le palais d'al-Mahdi et venait des sources souterraines de Miyyanish, à six kilomètres de la ville.
Le bâtiment subit plusieurs modifications au cours des siècles, surtout pendant la période ottomane, après la destruction de la ville par les Espagnols en 1554.
Entre 1961 et 1965, il est entièrement rénové par l'architecte français Alexandre Lézine, qui respecte dans les grandes lignes le projet du Xe siècle. De la structure originale sont conservés le monumental portail d'accès et le portique nord, tandis que le reste est le résultat des reconstructions antérieures.

## Architecture

### Espaces extérieurs

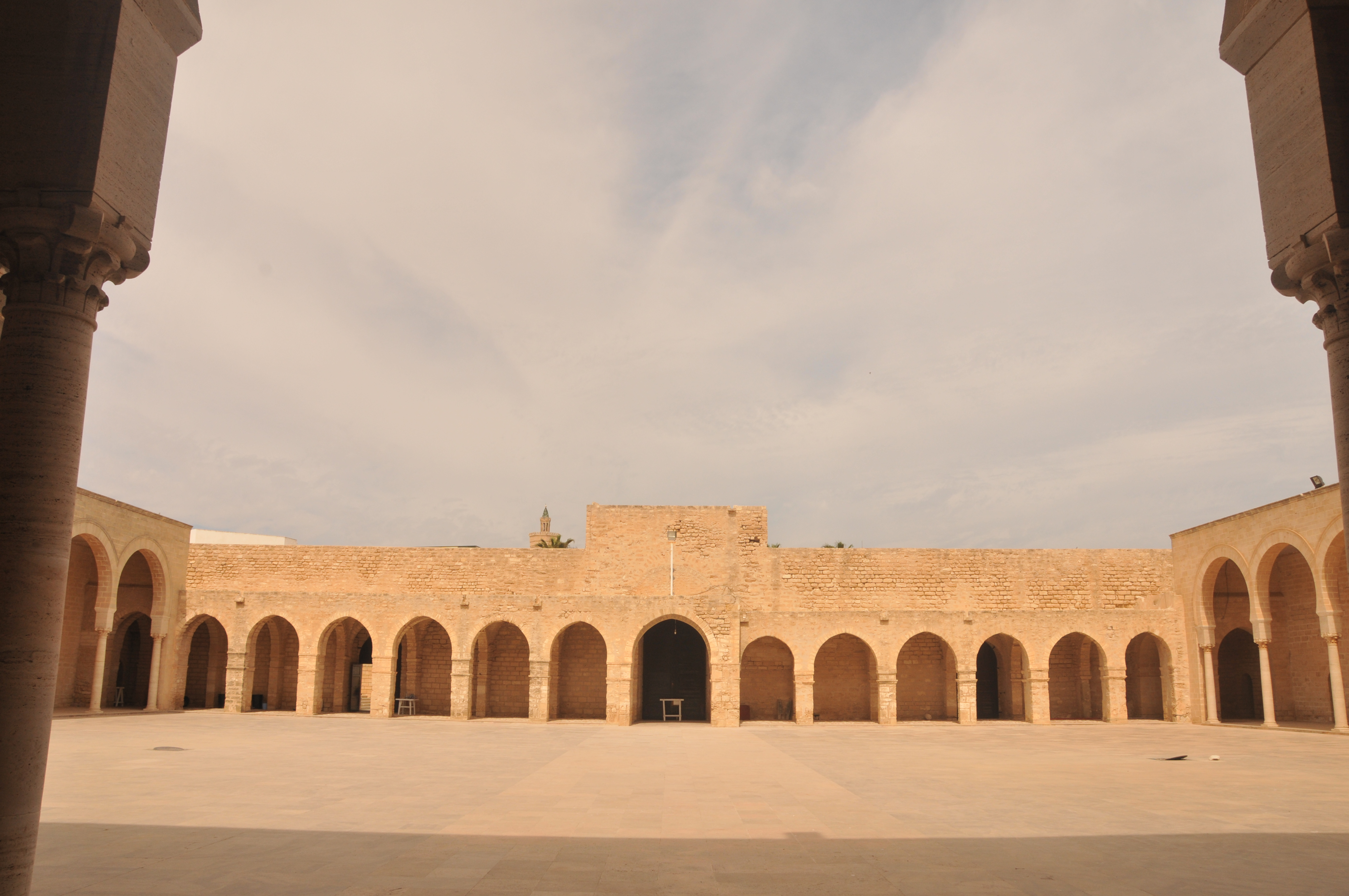
Cour de la mosquée.

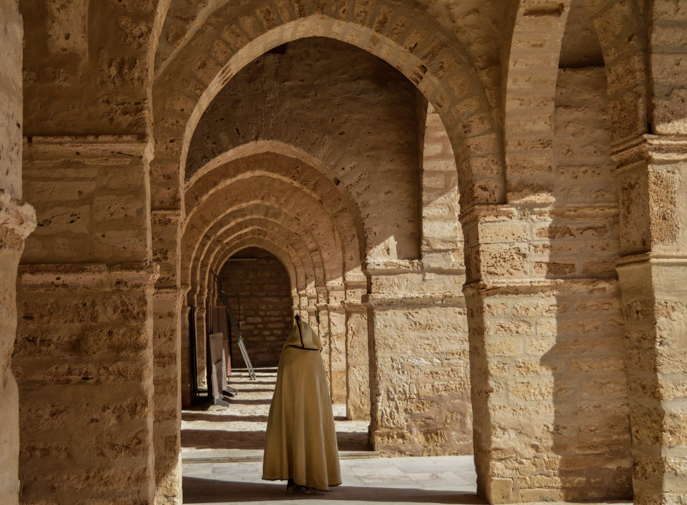
Portiques de la cour.

Le bâtiment se compose d'un vaste quadrilatère irrégulier, d'environ 85 mètres de long sur 55 mètres de large, avec son côté sud — abritant le mihrab — légèrement plus long que le côté nord. Vue de l'extérieur, la mosquée est semblable à une forteresse, en raison de ses murs massifs et sans ouvertures à l'exception de la façade, de l'utilisation extensive de la pierre de taille et surtout de la présence sur la façade de deux tours carrées et tronquées aux angles nord-est et nord-ouest. Comme il semble que la mosquée n'ait jamais été équipée d'un minaret, il est probable que l'appel à la prière se faisait depuis l'une des tours.
L'entrée principale, située au centre du mur nord et flanquée de deux petites ouvertures, est marquée par une grande arche reposant sur des pieds-droits et couronnée par un court attique. La solennité du portail est renforcée par la simplicité des moulures qui partagent les surfaces et la décoration : arcatures aveugles et outrepassées dans le registre inférieur et niches dans le registre supérieur de l'archivolte, qui reprennent le motif profilé de la corniche. À l'intérieur se trouve une grande cour entourée d'arcades sur les quatre côtés. Le portique nord conserve sa voûte à ogives originale, reposant sur des piliers en pierre, tandis que le reste est constitué d'arcs outrepassés reposant sur des colonnes corinthiennes : individuelles à l'est et à l'ouest, géminées au sud et en façade de la salle de prière.

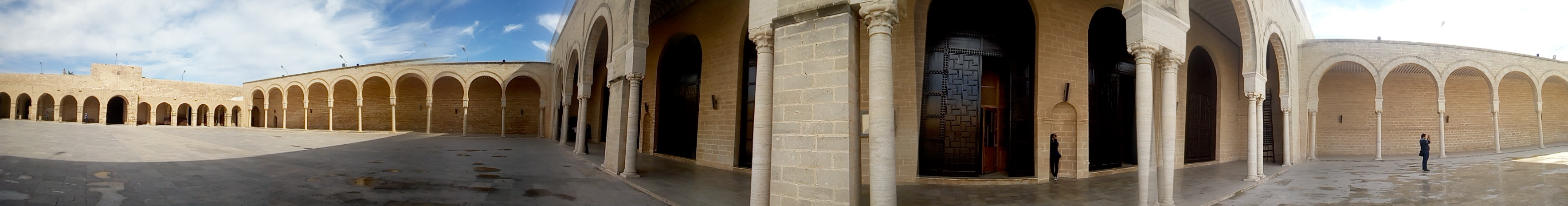
Vue panoramique de la cour de la mosquée.

### Salle de prière

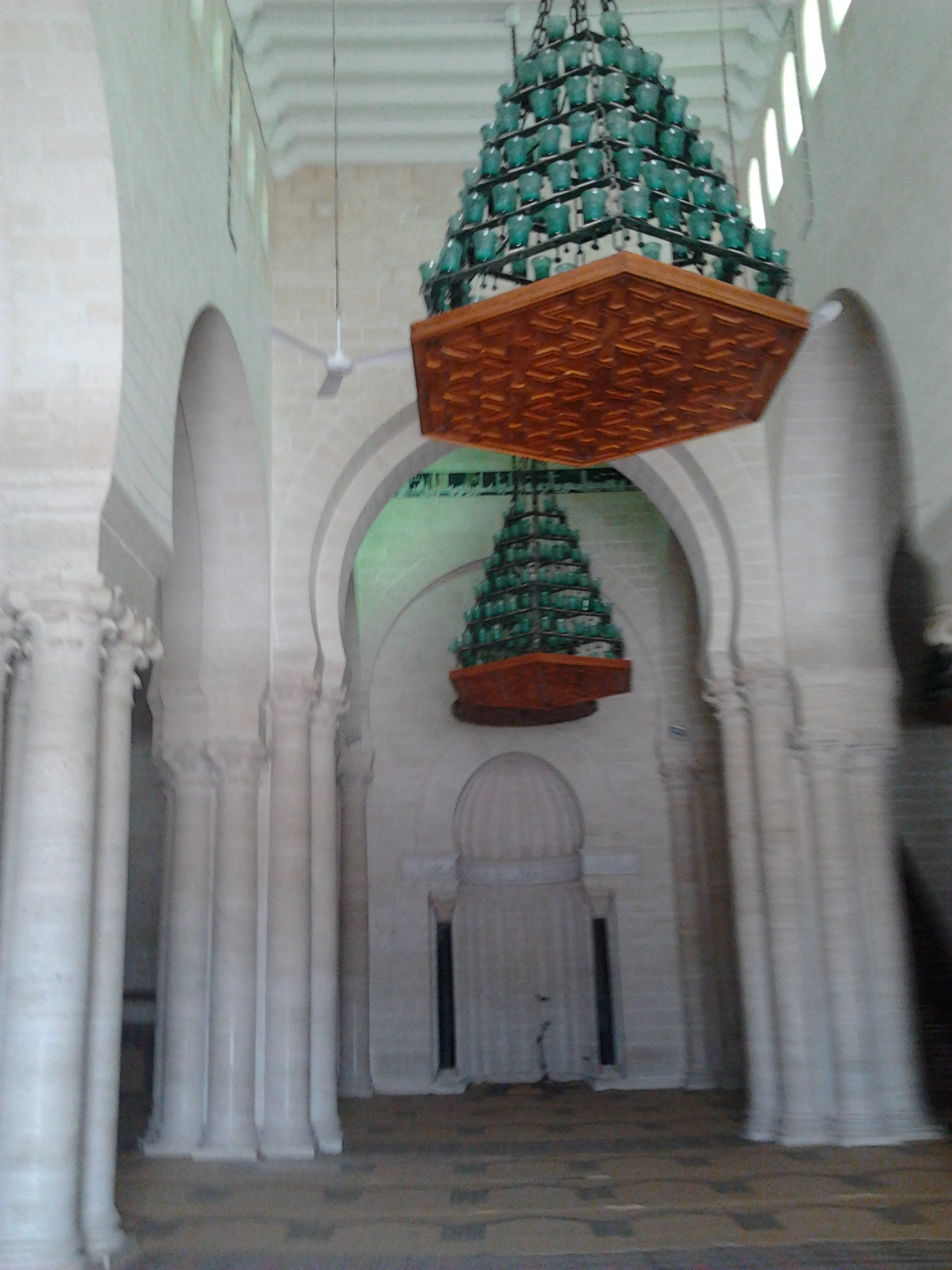
Nef centrale de la salle de prière.

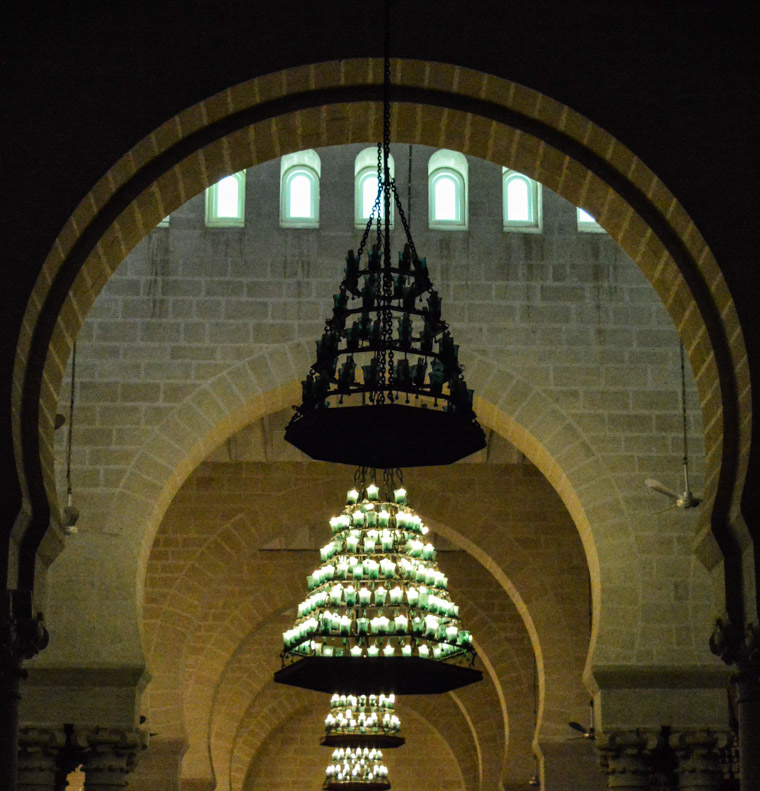
Lustres de la salle de prière.

La grande salle hypostyle, parsemée de colonnes corinthiennes, se compose de neuf nefs perpendiculaires à la qibla et de quatre travées. La nef centrale, beaucoup plus haute et plus large que les autres, est bordée de chaque côté par une rangée d'épais arcs outrepassés jumeaux, soutenus par des groupes de quatre colonnes au lieu des colonnes géminées utilisées dans les nefs latérales. Ainsi définie, la nef centrale trace, à l'intérieur de la structure hypostyle, un axe fortement marqué dans le sens du mihrab. L'intersection avec la travée, d'amplitude égale et parallèle à la paroi de la qibla, donne lieu à un plan en T, caractéristique architecturale dont le point central est souligné par une croisée.

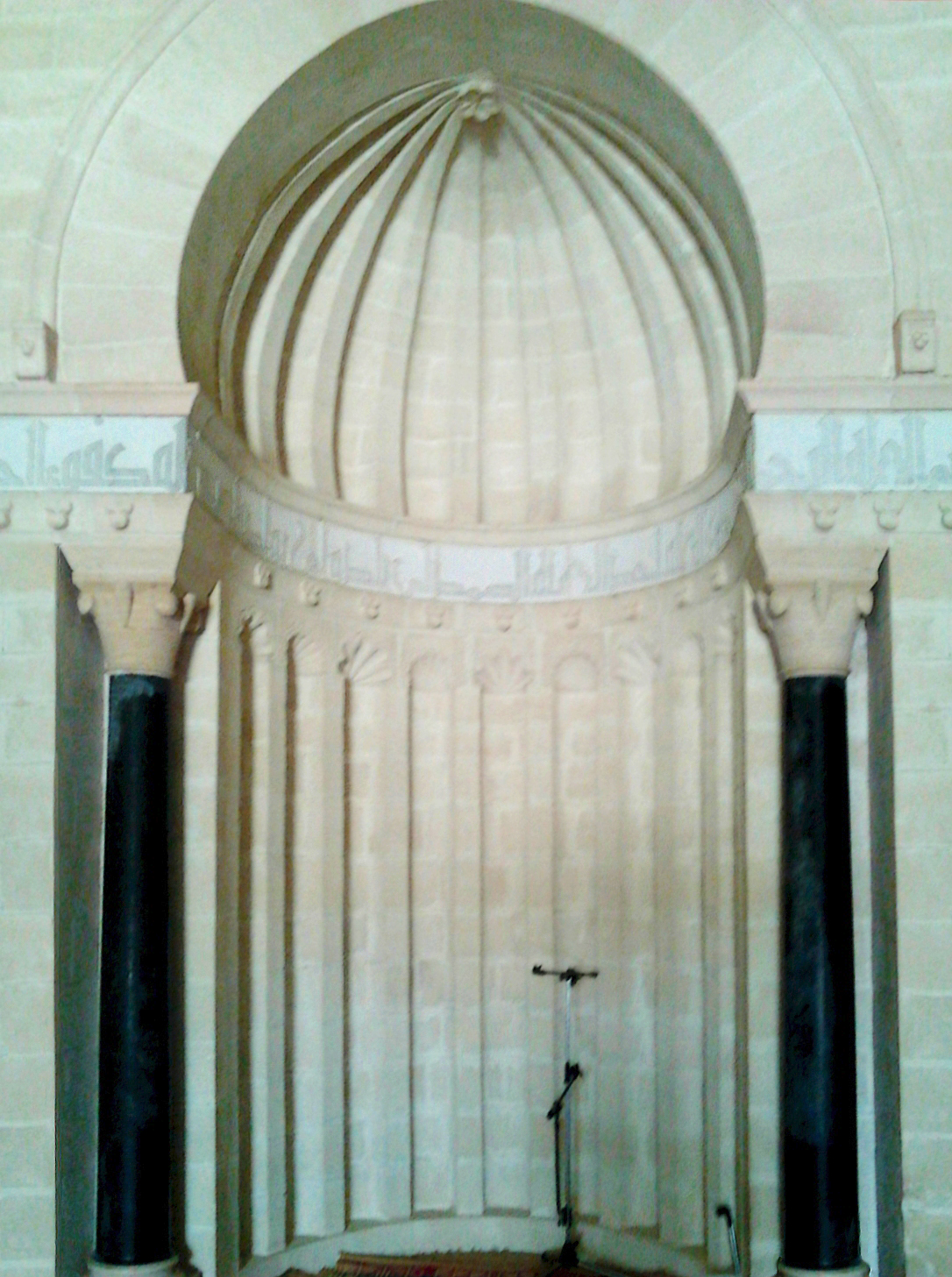
Vue de la décoration du mihrab.

Ouverte le long de l'axe de la nef par un arc outrepassé, cette croisée est délimitée par des piliers et demi-piliers d'angles en faisceaux, formés de groupes de colonnes, sur lesquels repose un dôme hémisphérique. Celui-ci s'appuie sur un tambour octogonal percé de 24 fenêtres en verre de couleur verte. La poussée est prise en charge par des pendentifs d'angles, tandis qu'une bande de marbre noir décorée d'inscriptions tirées du Coran marque la transition entre les deux figures du complexe mécanisme structurel.
Le point focal de la composition architecturale, en face de la niche du mihrab, est plongé dans la pénombre mais baigné d'une douce lumière verte (couleur de l'islam) passant à travers les fenêtres du tambour.
Le mihrab en forme de fer à cheval, en pierre blanche de Keddāl, est soutenu par deux colonnes de marbre vert foncé. À l'intérieur se trouve une riche décoration sculptée, sur deux registres distincts séparés de l'arche par une bande en marbre blanc couverte de versets coraniques en caractères coufiques. Dans l'extrémité inférieure se trouvent neuf sillons, au sommet en forme de coquillage à cinq et dix lobes, suivis d'une frise de trèfles en haut-relief ; des sillons convergent dans la partie supérieure en un point unique au sommet de l'arche. La présence inhabituelle d'un second et plus petit mihrab — une simple niche sans décor — dans une position excentrée sur le mur ouest de la salle de prière, s'explique par la vive controverse entre le chiisme et le sunnisme sur la direction correcte de La Mecque.

## Inspirations architecturales
La mosquée s'inspire grandement dans son plan et d'autres éléments architecturaux de la grande mosquée de Kairouan (IXe siècle), monument qui a servi de modèle pour l'architecture religieuse musulmane en Ifriqiya.

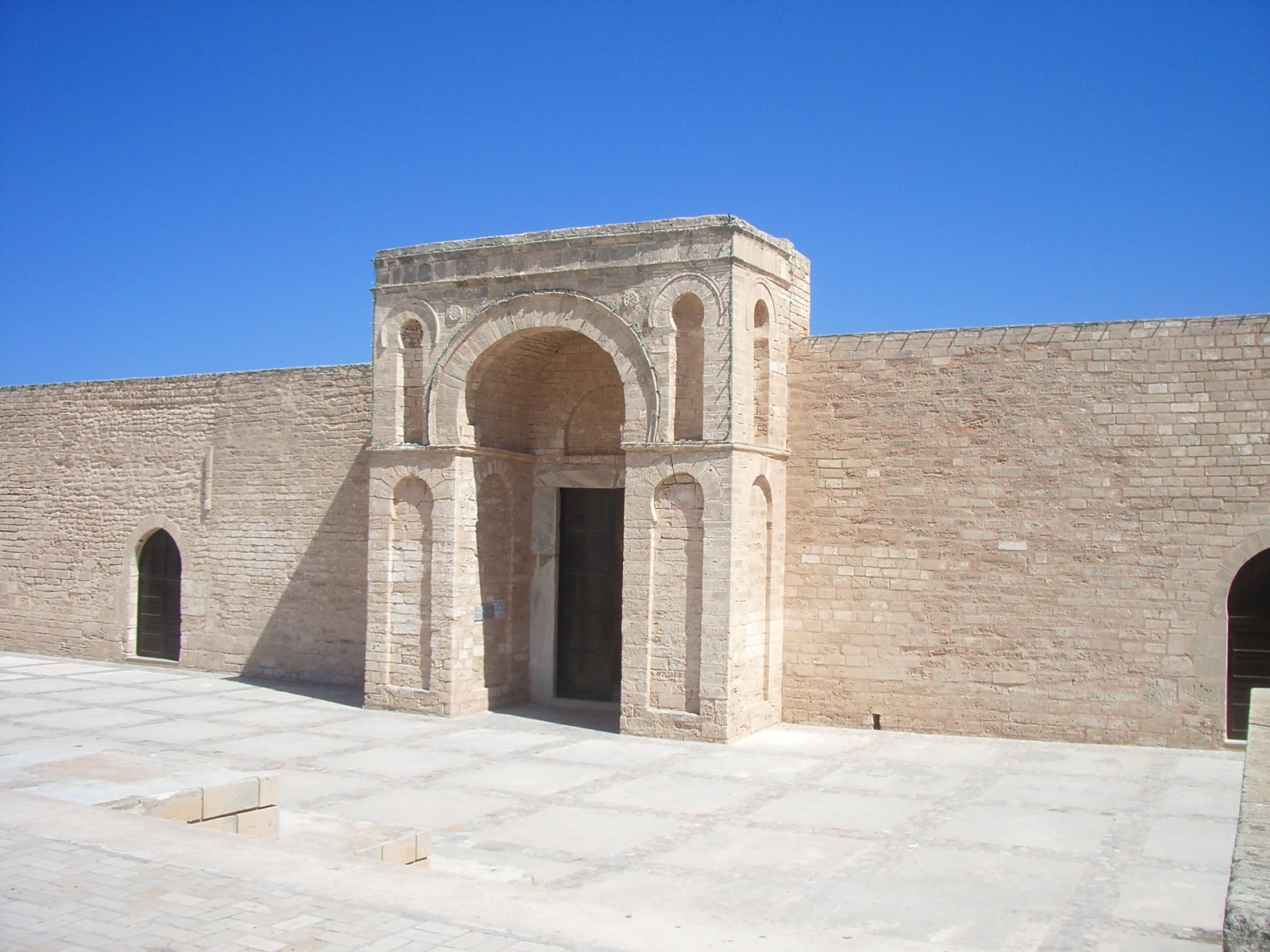
Portail d'entrée de la mosquée.

Toutefois, le grand portail en saillie, réservé au calife et à son entourage, constitue un tournant majeur dans l'architecture islamique car il attribue pour la première fois un sens esthétique et symbolique à l'entrée d'un lieu de culte, totalement anonyme jusqu'alors même dans le cas de monuments prestigieux. Inspiré des arcs de triomphe romains, mais aussi des entrées des châteaux du désert omeyyades, le portail monumental marque le début d'un parcours d'honneur à l'intérieur de la mosquée, se terminant au fond de la salle de prière. En effet, à partir de l'entrée principale, un inhabituel couloir couvert coupait en deux la cour puis s'engageait à travers la nef centrale jusqu'au mihrab, où le calife fatimide exerçait ses fonctions d'imam de la communauté.
La structure basilicale de la salle de prière, divisée en nefs perpendiculaires à la qibla, avec un accent mis sur l'axe symbolique et directionnel « nef centrale - mihrab », marqué par une coupole mais déjà révélé en façade à travers l'accent mis sur l'arche centrale (grandes dimensions, combinaison de piliers et de colonnes au lieu des colonnes doubles habituelles, etc.), avait été testée avec succès à la grande mosquée de Kairouan un siècle auparavant. Toutefois, la syntaxe architecturale des éléments du complexe — en soi exceptionnel dans le cas du portail et du couloir couvert — est propre à la grande mosquée de Mahdia.